# Wong Meng Kong
Wong Meng Kong (18 de setembre de 1963) és un jugador d'escacs de Singapur que té el títol de Gran Mestre des del 1999.
A la llista d'Elo de la FIDE d'agost de 2015, hi tenia un Elo de 2247 punts, cosa que en feia el jugador (actiu) número 10 de Singapur. El seu màxim Elo va ser de 2507 punts, a la llista del juliol de 2000.

## Resultats destacats en competició
Fou campió de Singapur en quatre ocasions en els anys 1986, 1989, 1990 i 1991.

### Participació en olimpíades d'escacs
Meng Kong ha participat, representant Singapur, en onze Olimpíades d'escacs entre els anys 1982 i 2006, amb el resultat de (+43=40−35), per un 53,4% de la puntuació. El seu millor resultat el va fer a les Olimpíada del 1986 en puntuar 5 de 7 (+4 =2 -1), amb el 71,4% de la puntuació, amb una performance de 2506.